# L706ie
FOMA L706ie（フォーマ・エル なな まる ろく アイ イー）は、LGエレクトロニクスによって開発された、NTTドコモの第三世代携帯電話 (FOMA) 端末である。
706iシリーズでは簡単操作や拡大もじに対応しつつ、らくらくホンのように機能の絞込みがないie系がラインナップされているが、当機種はその第1号となる。機種名の最後の英字であるeとはenjoyやeasyを意味する。

## 概要
従来機種のL705iに引き続き、4つのワンタッチキーを装備している。数字の1～3はらくらくホンと同じく、よくかける相手を3件登録でき、4つ目の「My」ワンタッチキーではよく使う機能を1件登録することができる。キーは大きく、ドーム形状にした「デカキー&ドームキー」を採用している。また、本体表面はアクリルコーティングされている。
ie系では唯一、「WORLD WING(3G+GSM)」（国際ローミング）に対応するために海外でもそのまま使える上、「世界時計」、「デュアルクロック（現地時間と日本時間の同時表示）」、「単位換算ツール」、「自動ダイヤルアシスト（電話帳から選択するだけで日本への国際電話がスムーズにかけられる）」と海外で便利に使える機能を装備している。
また、最大3.6Mbpsの高速パケット通信「FOMAハイスピード」に対応する。
NTTドコモ他アジア9社の携帯電話事業者で形成するコネクサス・モバイル・アライアンスでの共同調達を行った機種である。
| 主な対応サービス           | 主な対応サービス                    | 主な対応サービス                | 主な対応サービス             |
| -------------------------- | ----------------------------------- | ------------------------------- | ---------------------------- |
| DCMX／おサイフケータイ     | うた・ホーダイ                      | 着うたフル／着うた              | デジタルオーディオプレーヤー |
| 直感ゲーム／メガiアプリ※1  | Music&Videoチャネル／ビデオクリップ | GSM／3Gローミング（WORLD WING） | プッシュトーク               |
| FOMAハイスピード           | GPS／ケータイお探し                 | デコメール／デコメ絵文字        | iチャネル                    |
| 着もじ                     | テレビ電話※2／キャラ電              | 電話帳お預かりサービス          | フルブラウザ                 |
| おまかせロック／バイオ認証 | 外部メモリー                        | トルカ                          | iC通信                       |
| きせかえツール／マチキャラ | バーコードリーダ／名刺リーダ        | 2in1                            | エリアメール                 |

※1 500KB iアプリに対応

※2 テレビ電話を利用する際、外側のカメラを使って自画像を送信することが可能（相手の顔を見ながら自画像を送ることは不可）。

### プリインストールiアプリ
- 脳オン
- SudokuPuzzle
- Halloween Fever
- FOMA通信環境確認アプリ

## 歴史
- 2008年5月13日 - 電気通信端末機器審査協会 (JATE)通過
- 2008年5月27日 - F906i・F706i・N906i・N906iμ・N906iL・N706i・N706ie・P906i・P706ie・P706iμ・SH906i・SH906iTV・SH706i・SH706ie・SH706iw・SO906i・SO706i・L706ie・NM706iの開発が発表。
- 2008年8月1日 - 販売開始